# علم التسلسل الزمني
المِيقاتيّة أو تاريخ الوقائع أو علم التقويم أو كرونولوجيا (بالإنجليزية: Chronology) (من اليونانية: χρόνος - خرونوس / زمن وλόγος - لوغوس / علم) هي تأريخ الحوادث وفقاً لتسلسل وقوعها وتقسيم الزمن إلى فترات وتحديد التواريخ الدقيقة للأحداث.
في الأصل كان المقصود بهذه التسمية «علم الزمن». اما اليوم فيتم تجزئة المصطلح إلى اتجاهين علميين.
- علم قياس الزمن ويتبع علوم الفيزياء ويسمى كرونوميا،
- علم حساب الزمن وهو علم تحديد الأحداث حسب الفترة الزمنية، وهو يدرس علوم التاريخ بأكملها ويسمى الكرونولوجيا الشاملة؛ مثل نشأة الكون ونشأة الأرض ونشأة الحياة، وتاريخ الإنسان، والتاريخ الحديث، تمييزا عن الكرونولوجيات الخاصة ببعض المواضيع المعينة، كتاريخ الموسيقى وتاريخ الكيمياء أو تاريخ أحد القصور أو تاريخ حديقة وغيرها.[5][6][7]

التسلسل الزمني هو جزء من الفترة الزمنية. إنه أيضًا جزء من نظام التاريخ بما في ذلك تاريخ الأرض وعلوم الأرض ودراسة مقياس الوقت الجيولوجي.

## حقول ذات صله
علم التسلسل الزمني هو علم تحديد الأحداث التاريخية في الوقت المناسب. وهي تعتمد على قياس الزمن، والذي يعرف أيضا باسم ضبط الوقت، والتأريخ، التي تبحث في كتابة التاريخ واستخدام الأساليب التاريخية. يقدّر التأريخ بالكربون المشع عمر الكائنات الحية سابقًا عن طريق قياس نسبة نظير الكربون 14 في محتواها من الكربون. يقدر علم تحديد أعمار الأشجار عمر الأشجار من خلال ارتباط حلقات النمو المختلفة في خشبها بالتسلسل المرجعي المعروف عامًا بعد عام في المنطقة لتعكس التغيرات المناخية من سنة إلى أخرى. يتم استخدام علم تحديد أعمار الأشجار بدوره كمرجع معايرة لمنحنيات التأريخ بالكربون المشع.

## التقويم والعصر

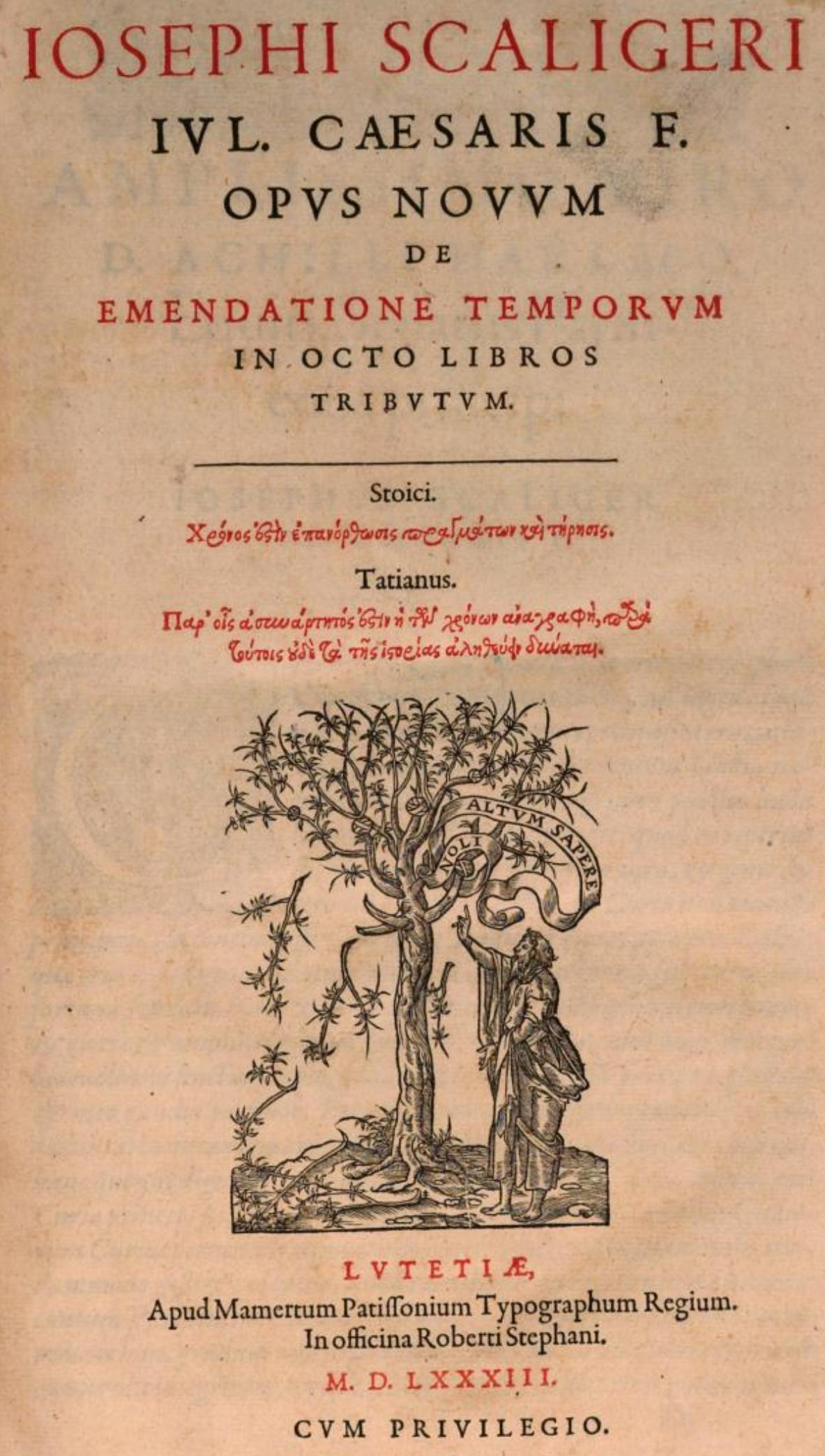
جوزيف جوستوس سكاليجر (1540-1609) تصحيح مؤقت

تتعلق المصطلحات المألوفة التقويم والعصر (بمعنى نظام متماسك للسنوات التقويمية المرقمة) بمفهومين أساسيين تكميليين للتسلسل الزمني. على سبيل المثال، خلال ثمانية قرون، كان التقويم الذي ينتمي إلى العصر المسيحي، وهو العصر الذي استخدمه بيدي في القرن الثامن، هو التقويم اليولياني، ولكن بعد عام 1582 أصبح التقويم الغريغوري. كان دنيسيوس الصغير (حوالي عام 500) مؤسس تلك الحقبة، والتي تعد في الوقت الحاضر أكثر أنظمة المواعدة انتشارًا على وجه الأرض. الحقبة هي التاريخ (العام عادةً) الذي يبدأ فيه العصر.

### عصر أب أوربي كونديتا
Ab Urbe Condita هي كلمة لاتينية تعني «من تأسيس المدينة (روما)»،  تحديدها تقليديًا في 753 قبل الميلاد. تم استخدامه لتحديد السنة الرومانية من قبل عدد قليل من المؤرخين الرومانيين. يستخدمه المؤرخون المعاصرون بشكل متكرر أكثر مما استخدمه الرومان أنفسهم؛ كانت الطريقة السائدة في تحديد السنوات الرومانية هي تسمية القناصل اللذين شغلا المنصب في ذلك العام. قبل ظهور الطبعة النقدية الحديثة للأعمال الرومانية التاريخية، تمت إضافة الجامعة الأمريكية بالقاهرة بشكل عشوائي إليها من قبل المحررين السابقين، مما يجعلها تبدو مستخدمة على نطاق أوسع مما كانت عليه في الواقع.
تم استخدامه بشكل منهجي لأول مرة فقط حوالي عام 400، من قبل المؤرخ الأيبيري أوروسيوس. يبدو أن البابا بونيفاس الرابع، في حوالي عام 600، كان أول من ربط بين هذه الحقبة وأنو دوميني.(م 1 = AUC 754.)

### العصر الفلكي
مددت ديونيسيوس إسيغوس 'أنو دوميني عصر (الذي يحتوي سنوات تقويمية الوحيدة AD) من خلال بي دي لكامل العصر المسيحي (الذي يحتوي، بالإضافة كل سنة ميلادية قبل الميلاد، ولكن لا السنة صفر). بعد عشرة قرون من بيدي، وضع علماء الفلك الفرنسي فيليب دي لا هير (عام 1702) وجاك كاسيني (عام 1740)، فقط لتبسيط حسابات معينة، نظام التأريخ اليولياني (الذي اقترحه جوزيف سكاليجر عام 1583) ومع وجود عصر فلكي قيد الاستخدام، والذي يحتوي على سنة كبيسة صفر، والتي تسبق العام الأول (بعد الميلاد).

## عصور ما قبل التاريخ
على الرغم من الأهمية الحاسمة للمؤرخ، إلا أن طرق تحديد التسلسل الزمني تستخدم في معظم تخصصات العلوم، وخاصة علم الفلك والجيولوجيا وعلم الحفريات وعلم الآثار.
في غياب التاريخ المكتوب، بسجلاته وقوائمه الملكية، وجد علماء الآثار في أواخر القرن التاسع عشر أنه يمكنهم تطوير تسلسل زمني نسبي بناءً على تقنيات وأساليب الفخار. في مجال علم المصريات، كان ويليام فليندرز بيتري رائدًا في التسلسل الزمني للتأريخ لاختراق العصر الحجري الحديث ما قبل الأسرات، وذلك باستخدام مجموعات من القطع الأثرية المعاصرة المودعة معًا في وقت واحد في القبور وتعمل بشكل عكسي بشكل منهجي من المراحل التاريخية الأولى لمصر. تُعرف طريقة التأريخ هذه باسم seriation
ساعد اكتشاف السلع المعروفة في طبقات في مواقع بعيدة جدًا في بعض الأحيان نتاج التجارة، على توسيع شبكة التسلسل الزمني. احتفظت بعض الثقافات بالاسم المطبق عليها في إشارة إلى الأشكال المميزة، بسبب عدم وجود فكرة عما أطلقوا على أنفسهم: «حضارة القدور الجرسية» في شمال أوروبا خلال الألفية الثالثة قبل الميلاد، على سبيل المثال. تجري دراسة وسائل وضع الفخار والتحف الثقافية الأخرى في نوع من الترتيب على مرحلتين، التصنيف والتصنيف ينشئ التصنيف فئات لأغراض الوصف، ويسعى التصنيف إلى تحديد وتحليل التغييرات التي تسمح بوضع القطع الأثرية في تسلسل.
ساعدت التقنيات المعملية التي تم تطويرها بشكل خاص بعد منتصف القرن العشرين في مراجعة وصقل التسلسل الزمني المطوَّر لمناطق ثقافية محددة. تساعد طرق التأريخ غير ذات الصلة في تعزيز التسلسل الزمني، وهي بديهية من الأدلة المؤيدة. من الناحية المثالية، يجب أن تكمل المواد الأثرية المستخدمة في تحديد تاريخ موقع ما بعضها البعض وتوفر وسيلة للتحقق المتبادل. الاستنتاجات المستمدة من تقنية واحدة غير مدعومة عادة ما تعتبر غير موثوقة.

## التزامن

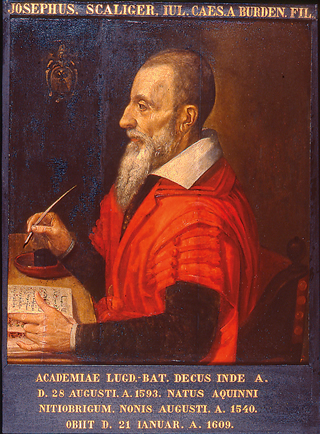
صورة لجوزيفوس جوستوس سكاليجر، بريشة جان كورنيليز. فان وودت أو ودانوس (منسوب). 1608. أيقونات ليدنس 31.

المشكلة الأساسية في التسلسل الزمني هي مزامنة الأحداث. من خلال مزامنة حدث، يصبح من الممكن ربطه بالوقت الحالي ومقارنة الحدث بأحداث أخرى. بين المؤرخين، هناك حاجة نموذجية إلى مزامنة عهود الملوك والقادة من أجل ربط تاريخ بلد أو منطقة بتاريخ آخر. على سبيل المثال، يعد كتاب كرونكون (يوسابيوس) (325 بعد الميلاد) أحد الأعمال الرئيسية للتزامن التاريخي. هذا العمل من قسمين. يحتوي الأول على سجلات سرديّة لتسع ممالك مختلفة كلدانية، وآشورية، وميدانية، وليدية، وفارسية، وعبرية، ويونانية، وبيلوبونيسية، وآسيوية، ورومانية. الجزء الثاني هو جدول طويل يزامن الأحداث من كل من الممالك التسع في أعمدة متوازية.
من خلال مقارنة الأعمدة المتوازية، يمكن للقارئ تحديد الأحداث التي كانت متزامنة، أو عدد السنوات التي فصلت بين حدثين مختلفين. لوضع جميع الأحداث على نفس النطاق الزمني، استخدم يوسابيوس سنة العالم، مما يعني أن الأحداث مؤرخة من البداية المفترضة للعالم كما تم حسابها من كتاب التكوين في أسفار موسى الخمسة العبرية. وفقًا للحسابات التي استخدمها أوسابيوس، حدث هذا في عام 5199 قبل الميلاد، استخدم كتاب
كرونيكون يوسابيوس على نطاق واسع في عالم العصور الوسطى لتحديد تواريخ وأوقات الأحداث التاريخية. قام مؤلفو الكرونوغراف اللاحقون، مثل جورج سينسيلوس (توفي حوالي 811)، بتحليل وتوضيح كرونكون من خلال المقارنة مع كرونولوجيات أخرى. كان آخر مؤرخ كرونوغراف عظيم هو جوزيف جوستوس سكاليجر (1540-1609) الذي أعاد بناء كرونكون المفقود وزامن كل التاريخ القديم في عملين رئيسيين الإصدار الحالي للموسم (1583) وقاموس المرادفات المؤقت (1606). يُستمد الكثير من التواريخ التاريخية الحديثة والتسلسل الزمني للعالم القديم في النهاية من هذين العملين. اخترع سكاليجر مفهوم يوم جوليان الذي لا يزال يستخدم كمقياس زمني موحد لكل من المؤرخين وعلماء الفلك.
بالإضافة إلى الأساليب الأدبية للتزامن التي يستخدمها مؤلفو الكرونوغراف التقليديون مثل يوسابيوس سينسيلوس سكاليجر، فمن الممكن مزامنة الأحداث بالوسائل الأثرية أو الفلكية. على سبيل المثال، يمكن استخدام كسوف طاليس، الموصوف في الكتاب الأول لهيرودوت، لتأريخ حرب ليديان لأن الكسوف حدث في منتصف معركة مهمة في تلك الحرب. وبالمثل، يمكن استخدام خسوفات مختلفة وأحداث فلكية أخرى موصوفة في السجلات القديمة لمزامنة الأحداث التاريخية بشكل فلكي. طريقة أخرى لمزامنة الأحداث هي استخدام الاكتشافات الأثرية، مثل الفخار، للقيام بالتأريخ المتسلسل

## روابط خارجية
- افتح المكتبة. الأعمال المتعلقة بالتسلسل الزمني